# 迈克·弗林
迈克尔·戴维·弗林（英語：Michael David Flynn，1953年7月31日—），美国NBA联盟前职业篮球运动员。他在1975年的NBA选秀中第7轮第5顺位被费城76人选中。